# Martin Keown
Martin Raymond Keown (sinh ngày 24 tháng 7 năm 1966) là một bình luận viên bóng đá người Anh và là cựu cầu thủ chuyên nghiệp chơi ở vị trí hậu vệ từ năm 1984 đến năm 2005, đặc biệt là ở giải Ngoại hạng Anh cho câu lạc bộ Arsenal, nơi ông đã có hơn 400 lần ra sân cho câu lạc bộ và giành được 10 danh hiệu.
Ông cũng chơi cho Brighton & Hove Albion, Aston Villa, Everton, Leicester City và Reading. Keown ra mắt đội tuyển Anh vào năm 1992 trong trận đấu với đội tuyển Pháp và ông cung có 43 lần khoác áo đội tuyển quốc gia trong mười năm tiếp theo, dần dần hình thành mối quan hệ đối tác phòng ngự với đồng đội tại Arsenal Tony Adams ở cả cấp độ câu lạc bộ và quốc tế. Keown đã đại diện cho đội tuyển Anh tại bốn vòng chung kết bóng đá quốc tế lớn bao gồm World Cup 1998, World Cup 2002 cũng như Euro 1992 và Euro 2000.
Hiện tại, ông là tuyển trạch viên và huấn luyện viên bán thời gian cho Arsenal, cũng như là một bình luận viên cho BBC và BT Sport. Ông đã trở lại sau khi nghỉ hưu vào năm 2012 và chơi một thời gian ngắn cho đội thi đấu tại giải Combined Counties League Premier Division có tên là Wembley trong các trận đấu FA Cup của câu lạc bộ.

## Sự nghiệp câu lạc bộ

### Arsenal
Là một trung vệ đến từ Oxford, Keown đã chơi cho các đội bóng địa phương và đội bóng đá Gaelic ở địa phương của mình khi còn là một cậu bé, trước khi gia nhập Arsenal theo hợp đồng dành cho học sinh vào năm 1980, mặc dù ông đã ra mắt chuyên nghiệp theo dạng cho mượn tại Brighton & Hove Albion vào năm 1984. Ông ra mắt Arsenal vào ngày 23 tháng 11 năm 1985, khi Don Howe vẫn là huấn luyện viên của đội, và đội đã hòa 0–0 với West Bromwich Albion tại The Hawthorns. Ông đã chơi 22 trận đấu trong giải đấu mùa giải đó, chủ yếu là cùng với Tommy Caton hoặc David O'Leary, nhưng khi George Graham được bổ nhiệm làm huấn luyện viên vào ngày 14 tháng 5 năm 1986, ông quyết định rằng Keown không nằm trong kế hoạch biến Arsenal thành ứng cử viên vô địch giải đấu của mình và vào ngày 9 tháng 6 năm 1986 ông gia nhập Aston Villa với giá 125.000 bảng Anh. Graham đã trả cho ông mức lương ít hơn 50 bảng Anh một tuần so với mức Keown muốn và tuyên bố vào năm 1993: Có vẻ điên rồ khi họ không đồng ý và mặc dù tôi không muốn ra đi và họ cũng không muốn tôi đi, nhưng đó đã trở thành vấn đề nguyên tắc.

### Aston Villa
Keown ký hợp đồng với Villa sau một mùa giải mà họ đã tránh được việc xuống hạng Nhì, chỉ 4 năm sau khi vô địch European Cup và 5 năm kể từ khi vô địch quốc gia. Huấn luyện viên Graham Turner chịu rất nhiều áp lực, và sau khi phong độ tệ hại của câu lạc bộ kéo dài đến mùa giải 1986–87, ông đã bị sa thải vào ngày 14 tháng 9 năm 1986 và được thay thế bởi Billy McNeill. Keown đã ra sân trong 36 trận đấu của giải vô địch quốc gia trong mùa giải đó, nhưng ông không thể cứu Villa thoát khỏi việc xếp cuối bảng Giải hạng Nhất và xuống hạng sau 12 mùa giải liên tiếp ở hạng đấu cao nhất.
Graham Taylor sau đó đến Villa Park để thay thế McNeill bị sa thải, và Keown đóng vai trò rất lớn trong kế hoạch tái thiết của huấn luyện viên khi ông chỉ vắng mặt hai trận đấu tại giải đấu và ghi ba bàn thắng khi Villa giúp đội về nhì ở Giải hạng hai và giành quyền thăng hạng trở lại hạng đấu cao nhất ngay trong lần thử sức đầu tiên. Keown đã giúp đội bóng đảm bảo vị thế ở hạng đấu cao nhất vào mùa giải tiếp theo, nhưng đã bị bán cho Everton vào ngày 7 tháng 8 năm 1989, ngay trước khi bắt đầu mùa giải 1989–90, với mức phí là 750.000 bảng Anh.

### Everton
Keown đã có khởi đầu tốt đẹp cho sự nghiệp tại Everton, và đội đã đứng đầu bảng xếp hạng trong một thời gian vào cuối mùa thu và có hy vọng rằng câu lạc bộ có thể giành chức vô địch giải đấu, nhưng phong độ của Everton đã sa sút sau Giáng sinh và đội chỉ giành được vị trí thứ sáu trên bảng xếp hạng chung cuộc. Keown đã có 20 lần ra sân tại giải đấu trong mùa giải đó và 24 lần ra sân trong mùa giải 1990–91, khi Harvey được thay thế bởi Howard Kendall làm huấn luyện viên vào tháng 11. Ông chỉ vắng mặt ba trận đấu tại giải đấu trong mùa giải 1991–92, giúp đội bóng này kết thúc ở vị trí giữa bảng xếp hạng, và ông chỉ chơi thêm 13 trận đấu tại giải đấu cho Everton trước khi chấp nhận trở lại Arsenal với mức phí chuyển nhượng 2 triệu bảng vào tháng 2 năm 1993.

### Trở lại Arsenal
Keown không góp mặt trong cú đúp danh hiệu FA Cup và League Cup lịch sử của Arsenal năm 1993 do đã chơi ở 2 giải này cho Everton cũng trong năm 1993. Tuy nhiên, ông đã có 16 lần ra sân ở Premier League, chơi ở nhiều vị trí. Ông và Andy Linighan là những hậu vệ chất lượng cao cạnh tranh cùng Steve Bould và đội trưởng Tony Adams ở trung tâm hàng phòng ngự khiến hàng hậu vệ của Arsenal trở thành một trong những hàng phòng ngự tốt nhất của giải vô địch quốc gia Anh những năm 1990, và Keown cũng chơi ở vị trí hậu vệ phải, hậu vệ trái và tiền vệ trung tâm, thể hiện sự linh hoạt cần có trong nhiều mùa giải.
Keown đã bỏ lỡ không góp mặt ở chiến thắng trong trận chung kết UEFA Cup Winners' Cup của Arsenal trước Parma vào năm sau do chấn thương mặc dù ông đã đóng một vai trò quan trọng trong toàn bộ giải đấu sau khi xuất hiện ở các vòng trước. Tuy nhiên, ông đã chơi trận chung kết mùa giải tiếp theo khi Arsenal bị đánh bại sít sao bởi Real Zaragoza sau hiệp phụ.
Ông hiếm khi vắng mặt trong một trận đấu nào trong bốn mùa giải đầu tiên trở lại Highbury, và trong mùa 1996-97, mùa giải đầu tiên của Arsène Wenger làm việc tại câu lạc bộ, ông đã có 28 lần ra sân với tư cách là một tiền vệ phòng ngự. Mùa giải kết thúc một cách đau đớn khi ông bị gãy vai khi chơi cho đội tuyển Anh tại Tournoi de France 1997, khiến ông phải ngồi ngoài trong năm tháng. Sau đó, trong mùa giải 1997–98 với cú đúp danh hiệu trong nước cùng câu lạc bộ, Keown, 31 tuổi, chỉ chơi 18 lần tại Premier League, hoàn toàn được sử dụng ở vị trí trung vệ. Mùa giải chứng kiến ông giành được hai danh hiệu lớn đầu tiên trong sự nghiệp của mình sau hơn một thập kỷ chờ đợi.
Trong những mùa giải tiếp theo, Keown trở thành một phần không thể thiếu cùng câu lạc bộ của Arsène Wenger. Trong trận đấu UEFA Champions League 2000–01 với Shakhtar Donetsk, Keown đã ghi hai bàn thắng đáng nhớ trong năm phút cuối cùng để giúp Arsenal lội ngược dòng từ thế thua 1-2 để giành chiến thắng ngược 3–2. Ông đã giành được cú đúp danh hiệu thứ hai với câu lạc bộ vào năm 2002, và vẫn là cầu thủ thường xuyên của đội một cho đến khi kết thúc mùa giải 2002–03, khi Pháo thủ giành được Cúp FA thứ chín nhưng đã bỏ lỡ cơ hội giành cú đúp thứ tư một cách ấn tượng do phong độ sa sút ở giải đấu.
Vào ngày 21 tháng 9 năm 2003, trong trận đấu giữa Arsenal và Manchester United tại Old Trafford, Manchester United được hưởng quả phạt đền muộn khi tỷ số đang là 0–0. Sau khi quả phạt đền của Ruud van Nistelrooy chạm xà ngang, Keown và Ray Parlour đã đối đầu với van Nistelrooy, và Keown đã đánh anh ta vào sau đầu. Sau tiếng còi mãn cuộc, Keown đã tham gia vào một cuộc hỗn chiến sau trận đấu; sau đó ông đã bị phạt 20.000 bảng Anh và bị treo giò ba trận vì tham gia vào sự kiện hiện được gọi là "Trận chiến Old Trafford". Arsenal đã kết thúc mùa giải 2003-04 với tư cách là nhà vô địch bất bại. Keown đã có mười lần ra sân ở giải đấu trong mùa giải, trước khi được chuyển nhượng tự do vào mùa hè năm 2004 sau 11 năm trong giai đoạn thứ hai của ông tại câu lạc bộ.

### Cuối sự nghiệp
Ông đã ký hợp đồng với Leicester City, nhưng đã rời đi sau chưa đầy sáu tháng và ký hợp đồng với Reading vào tháng 1 năm 2005 cho đến cuối mùa giải, sau đó ông đã nghỉ hưu. Là một phần của chiêu trò quảng cáo, Keown và một số cựu cầu thủ chuyên nghiệp khác, bao gồm Ray Parlour, Danny Dichio, Jaime Moreno, Graeme Le Saux, Claudio Caniggia và Brian McBride, đã gia nhập Wembley chơi ở các giải không chuyên để tham gia vào giải đấu FA Cup 2012-13 của câu lạc bộ. Wembley đã bị loại trong trận thi đấu lại với Uxbridge sau khi đánh bại Langford ở vòng trước.

## Sự nghiệp quốc tế
Keown đã thi đấu cho U16 Anh và U18 Anh và đội tuyển Anh. Khi biết rằng mẹ ông là người Ireland và cha ông là người Bắc Ireland, Jack Charlton đã hỏi thăm về khả năng ông có thể chơi cho Cộng hòa Ireland nhưng Keown đã chọn đại diện cho quốc gia nơi ông sinh ra. Ông cũng đủ điều kiện để chơi cho Bắc Ireland vì cha ông đến từ Quận Fermanagh. Ông đã ra mắt đội tuyển Anh vào năm 1992 trong trận đấu với đội tuyển Pháp. Với chấn thương của Mark Wright, ông đã được triệu tập vào đội tuyển Anh tham dự Euro 1992 và chơi trong cả ba trận đấu của đội tuyển Anh.
Sự đóng góp của Keown với đội tuyển Anh dưới thời Graham Taylor đã không được tiếp tục dưới thời Terry Venables, người đã hoàn toàn phớt lờ ông. Keown được Glenn Hoddle triệu tập trở lại vào năm 1997, và đã tham dự World Cup 1998, nhưng không chơi bất cứ trận nào. Keown trở thành cầu thủ thường xuyên dưới thời Kevin Keegan (làm đội trưởng trong trận đấu với đội tuyển Phần Lan) và chơi trong hai trận đấu Euro 2000 của đội tuyển Anh.
Vào thời điểm Sven-Göran Eriksson trở thành huấn luyện viên, tuổi tác của Keown bắt đầu ảnh hưởng đến ông, mặc dù ông đã tham dự Word Cup 2002, một lần nữa với tư cách là thành viên không thi đấu. Keown đã giải nghệ khỏi bóng đá quốc tế một ngày sau khi Anh bị loại bởi Brazil. Tổng cộng ông đã chơi 43 trận cho đội tuyển Anh và ghi được 2 bàn thắng.

## Huấn luyện và sự nghiệp ngoài bóng đá
Keown gia nhập đội ngũ huấn luyện của Newbury vào tháng 8 năm 2005, nhưng hiện đang huấn luyện trở lại tại câu lạc bộ cũ Arsenal, nơi ông đang lấy bằng huấn luyện viên. Cựu huấn luyện viên của Arsenal Terry Neill đã xác định ông là nhân vật chủ chốt đằng sau thành công của hàng phòng ngự "mới" thiếu kinh nghiệm của Arsenal (mà đội đã sử dụng sau những vấn đề chấn thương liên tục trong mùa giải 2005–06, đáng chú ý là lập kỷ lục về số phút chơi mà không để thủng lưới tại Champions League). 
Trong mùa 2007–08, Keown cũng là huấn luyện viên bán thời gian cho đội bóng bầu dục Oxford University Blues.
Keown thường xuyên xuất hiện với tư cách là một chuyên gia bình luận trên chương trình tường thuật bóng đá của BBC và Match of the Day, cũng như tường thuật về Champions League cho đài truyền hình Ireland TV3. Ông cũng làm việc cho ESPN UK trong suốt giải đấu Emirates Cup 2011.

## Thống kê sự nghiệp

### Câu lạc bộ
| Câu lạc bộ                    | Mùa giải            | Giải đấu            | Giải đấu | Giải đấu  | FA Cup  | FA Cup    | League Cup | League Cup | Châu Âu | Châu Âu   | Giải khác | Giải khác | Tổng cộng | Tổng cộng |
| Câu lạc bộ                    | Mùa giải            | Giải đấu            | Số trận  | Bàn thắng | Số trận | Bàn thắng | Số trận    | Bàn thắng  | Số trận | Bàn thắng | Số trận   | Bàn thắng | Số trận   | Bàn thắng |
| ----------------------------- | ------------------- | ------------------- | -------- | --------- | ------- | --------- | ---------- | ---------- | ------- | --------- | --------- | --------- | --------- | --------- |
| Arsenal                       | 1983–84             | First Division      | 0        | 0         | 0       | 0         | 0          | 0          | —       | —         | —         | —         | 0         | 0         |
| Arsenal                       | 1984–85             | First Division      | 0        | 0         | 0       | 0         | 0          | 0          | —       | —         | —         | —         | 0         | 0         |
| Arsenal                       | 1985–86             | First Division      | 22       | 0         | 5       | 0         | —          | —          | —       | —         | —         | —         | 27        | 0         |
| Arsenal                       | Tổng cộng           | Tổng cộng           | 22       | 0         | 5       | 0         | 0          | 0          | —       | —         | —         | —         | 27        | 0         |
| Brighton & Hove Albion (loan) | 1984–85             | Second Division     | 16       | 0         | —       | —         | —          | —          | —       | —         | —         | —         | 16        | 0         |
| Brighton & Hove Albion (loan) | 1985–86             | Second Division     | 7        | 1         | —       | —         | 2          | 1          | —       | —         | 2         | 1         | 11        | 3         |
| Brighton & Hove Albion (loan) | Tổng cộng           | Tổng cộng           | 23       | 1         | —       | —         | 2          | 1          | —       | —         | 2         | 1         | 27        | 3         |
| Aston Villa                   | 1986–87             | First Division      | 36       | 0         | 2       | 0         | 4          | 0          | —       | —         | 0         | 0         | 42        | 0         |
| Aston Villa                   | 1987–88             | Second Division     | 42       | 3         | 2       | 0         | 4          | 0          | —       | —         | 0         | 0         | 48        | 3         |
| Aston Villa                   | 1988–89             | First Division      | 34       | 0         | 2       | 0         | 4          | 0          | —       | —         | 2         | 0         | 42        | 0         |
| Aston Villa                   | Tổng cộng           | Tổng cộng           | 112      | 3         | 6       | 0         | 12         | 0          | —       | —         | 2         | 0         | 132       | 3         |
| Everton                       | 1989–90             | First Division      | 20       | 0         | 4       | 0         | 2          | 0          | —       | —         | —         | —         | 26        | 0         |
| Everton                       | 1990–91             | First Division      | 24       | 0         | 5       | 0         | 1          | 0          | —       | —         | 5         | 0         | 35        | 0         |
| Everton                       | 1991–92             | First Division      | 39       | 0         | 2       | 0         | 4          | 0          | —       | —         | 1         | 0         | 46        | 0         |
| Everton                       | 1992–93             | Premier League      | 13       | 0         | 2       | 0         | 4          | 0          | —       | —         | —         | —         | 19        | 0         |
| Everton                       | Tổng cộng           | Tổng cộng           | 96       | 0         | 13      | 0         | 11         | 0          | —       | —         | 6         | 0         | 126       | 0         |
| Arsenal                       | 1992–93             | Premier League      | 16       | 0         | —       | —         | —          | —          | —       | —         | —         | —         | 16        | 0         |
| Arsenal                       | 1993–94             | Premier League      | 33       | 0         | 3       | 0         | 3          | 0          | 7       | 0         | 1         | 0         | 47        | 0         |
| Arsenal                       | 1994–95             | Premier League      | 31       | 1         | 2       | 0         | 5          | 0          | 5       | 0         | 1         | 0         | 44        | 1         |
| Arsenal                       | 1995–96             | Premier League      | 34       | 0         | 2       | 0         | 5          | 1          | —       | —         | —         | —         | 41        | 1         |
| Arsenal                       | 1996–97             | Premier League      | 33       | 1         | 3       | 0         | 3          | 0          | 2       | 0         | —         | —         | 41        | 1         |
| Arsenal                       | 1997–98             | Premier League      | 18       | 0         | 7       | 0         | 2          | 0          | 0       | 0         | —         | —         | 27        | 0         |
| Arsenal                       | 1998–99             | Premier League      | 34       | 1         | 4       | 0         | 0          | 0          | 5       | 1         | 1         | 0         | 44        | 2         |
| Arsenal                       | 1999–2000           | Premier League      | 27       | 1         | 2       | 0         | 0          | 0          | 9       | 0         | 1         | 0         | 39        | 1         |
| Arsenal                       | 2000–01             | Premier League      | 28       | 0         | 2       | 0         | 0          | 0          | 9       | 2         | —         | —         | 39        | 2         |
| Arsenal                       | 2001–02             | Premier League      | 22       | 0         | 4       | 0         | 2          | 0          | 6       | 0         | —         | —         | 34        | 0         |
| Arsenal                       | 2002–03             | Premier League      | 24       | 0         | 5       | 0         | 0          | 0          | 5       | 0         | 1         | 0         | 35        | 0         |
| Arsenal                       | 2003–04             | Premier League      | 10       | 0         | 1       | 0         | 3          | 0          | 1       | 0         | 0         | 0         | 15        | 0         |
| Arsenal                       | Tổng cộng           | Tổng cộng           | 310      | 4         | 35      | 0         | 23         | 1          | 49      | 3         | 5         | 0         | 422       | 8         |
| Leicester City                | 2004–05             | Championship        | 17       | 0         | 1       | 0         | 0          | 0          | —       | —         | —         | —         | 18        | 0         |
| Reading                       | 2004–05             | Championship        | 5        | 0         | —       | —         | —          | —          | —       | —         | —         | —         | 5         | 0         |
| Tổng cộng sự nghiệp           | Tổng cộng sự nghiệp | Tổng cộng sự nghiệp | 585      | 8         | 60      | 0         | 48         | 2          | 49      | 3         | 15        | 1         | 757       | 14        |

1. 1 2 3 4  Số trận ở Full Members' Cup
2. 1 2  Số trận ở UEFA Cup Winners' Cup
3. 1 2 3 4  Số trận ở Charity Shield
4. ↑  Số trận ở European Super Cup
5. ↑  Appearances in UEFA Cup
6. 1 2 3 4 5  Số trận ở UEFA Champions League
7. ↑  Năm trận ở UEFA Champions League, bốn trận ỏ UEFA Cup

### Quốc tế
| Đội tuyển quốc gia | Năm       | Số trận | Bàn thắng |
| ------------------ | --------- | ------- | --------- |
| Anh                | 1992      | 9       | 1         |
| Anh                | 1993      | 2       | 0         |
| Anh                | 1997      | 4       | 0         |
| Anh                | 1998      | 4       | 0         |
| Anh                | 1999      | 8       | 0         |
| Anh                | 2000      | 9       | 1         |
| Anh                | 2001      | 4       | 0         |
| Anh                | 2002      | 3       | 0         |
| Tổng cộng          | Tổng cộng | 43      | 2         |

Tỷ số và kết quả liệt kê số bàn thắng của đội tuyển Anh, cột tỷ số cho biết tỷ số vào thời điểm sau mỗi bàn thắng của Keown.
| Số thứ tự | Ngày                | Sân vận động                                | Đối thủ   | Tỷ số | Kết quả | Giải đấu |
| --------- | ------------------- | ------------------------------------------- | --------- | ----- | ------- | -------- |
| 1         | 25 thảng 3 năm 1992 | Stadion Evžena Rošického, Prague, Tiệp Khắc | Tiệp Khắc | 2–2   | 2–2     | Giao hữu |
| 2         | 3 tháng 6 năm 2000  | National Stadium, Ta' Qali, Malta           | Malta     | 1–0   | 2–1     | Giao hữu |

## Danh hiệu
Arsenal
- Premier League: 1997–98, 2001–02, 2003–04[28]
- FA Cup: 1997–98, 2001–02, 2002–03
- FA Community Shield: 1998, 1999, 2002
- European Cup Winners' Cup: 1993–94